# ميخائيل كارو
ميخائيل كارو (بالإنجليزية: Michael Caro)‏ (8 مايو 1985 - ) هو لاعب كرة قدم أمريكي في مركز الهجوم. شارك مع منتخب بورتوريكو لكرة القدم. أما مع النوادي، فقد لعب مع Northern Virginia FC ‏.

## وصلات خارجية
- ميخائيل كارو على موقع الاتحاد الدولي (مؤرشف)  (الإنجليزية)
- ميخائيل كارو على موقع قاعدة بيانات كرة القدم.إي يو (الإنجليزية)
- ميخائيل كارو على موقع ناشيونال فوتبول تيمز (الإنجليزية)